# Шпагино-2
Шпагино-2 — деревня в Бирилюсском районе Красноярского края России. Входит в состав Маталасского сельсовета. Находится на левом берегу реки Тюхтет (приток Кемчуга), примерно в 28 км к северу от районного центра, села Новобирилюссы, на высоте 172 метров над уровнем моря.

## Население
| 2010 |
| ---- |
| 36   |

Гендерный состав
По данным Всероссийской переписи населения 2010 года 17 мужчин и 19 женщин из 36 чел.

## Улицы
Уличная сеть деревни состоит из одной улицы (ул. Центральная).